# Jean-Édouard Adam
Jean-Édouard Adam (Rouen, 11 ottobre 1768 – Montpellier, 11 novembre 1807) è stato un chimico e fisico francese.
Inventò una nuova tecnica di distillazione grazie alla quale venne rivoluzionato il modo di fare vino nel sud della Francia. La scoperta fu di grande valore, riuscendo a donare prosperità economica alla regione. Una statua di bronzo di Gabriel Vital-Dubray fu eretta a sua memoria a Montpellier nel 1860.